# Next Level 2
Next Level 2 - album studyjny polskiego rapera B.R.O. Wydawnictwo ukazało się 12 maja 2015 roku nakładem wytwórni muzycznej Urban Rec. Album został w całości wyprodukowany, zmiksowany i zmasterowany przez samego rapera. Wśród gości na płycie znaleźli się m.in. Bezczel, Grizzlee oraz Keddi. 
3 listopada 2014 roku ukazał się pierwszy singel zwiastujący płytę zatytułowany "Pamiętam". Drugi singel promujący płytę pt. "Infinitvm" ukazał się 21 stycznia 2015 roku. Do utworu powstało tzw. "street video" zrealizowane przez samego rapera we współpracy z Weroniką Samulską. Kolejny singel, zatytułowany "Perpetuum Mobile" trafił do sprzedaży 16 lutego. Nagranie spotkało się z pozytywnym odbiorem pośród raperów, w tym, znanego z występów w zespole Warszafski Deszcz - Numera Raz oraz Palucha, który skomentował dokonanie B.R.O w następujący sposób "[...]nadal można jemu wiele zarzucić ale rapować umie i w tym numerze to udowodnił[...]". Wideoklip zrealizowany do tegoż utworu w niewiele ponad dwa miesiące od premiery został wyświetlony ponad 900 tys. razy na łamach YouTube. W kwietniu do sprzedaży trafiły kolejne trzy single promujące Next Level 2 - "Winda", "Efekt domina" i "Karma".
Album dotarł do 5. miejsca polskiej listy przebojów – OLiS.

## Lista utworów
Opracowano na podstawie materiału źródłowego.
1. "Pamiętam" (gościnnie: DJ Story) - 4:35
2. "Perpetuum Mobile" - 4:44
3. "Jutro" - 3:23
4. "Karma" (gościnnie: Bezczel) - 3:46
5. "Demony" - 2:46
6. "Co jest ważne" (gościnnie: Mateusz Dembek) - 4:05
7. "Niepamięć" - 3:17
8. "Infinitvm" (skrzypce: Dominika Bienias) - 4:28
9. "Chyba mnie znasz" (gościnnie: Monika Kazyaka) - 4:18
10. "Winda" (gościnnie: Khomator) - 4:27
11. "Carpe diem" (gościnnie: Grizzlee) - 3:39
12. "Studio" (gościnnie: Keddi) - 3:33
13. "Taylor Swift" - 4:19
14. "Pod prąd" - 3:00
15. "Efekt domina" - 3:16
16. "Po co mi ona?" - 3:48